# ديسكوغرافيا كوربن بلو
في الإصدارات من كوربن بلو يتكون من اثنين من البومات الأستوديو، الفردي خمسة، خمسة أشرطة الفيديو والموسيقى. وسجل أيضا بلو الفردي أحد عشر والنشرات وغيرها من عدة له هاي سكول ميوزيكال حرف تشاد دانفورث في الموسيقى التصويرية هاي سكول ميوزيكال سلسلة من الأفلام الموسيقية. انه سعي أيضا مهنة منفرد وأفرج عنه ألبومه الأول وجانب آخر في 1 مايو 2007. الالبوم لأول مرة في عدد ستة وثلاثين لوحة في الولايات المتحدة 200، وبيع 18000 نسخة في الأسبوع الأول. بلو أصدر ألبومه الثاني، سرعة الضوء، في 10 مارس 2009 في الولايات المتحدة.

## ألبومات الإستديو
| السنة | الألبوم                            | بيلبورد 200 | الشهادات (عتبة المبيعات)       |
| ----- | ---------------------------------- | ----------- | ------------------------------ |
| 2007  | جانب آخر - ملصق: تسجيلات هوليوود   | 36          | - الولايات المتحدة: يحدد لاحقا |
| 2009  | سرعة الضوء - ملصق: تسجيلات هوليوود | -           | - الولايات المتحدة: يحدد لاحقا |

## أغاني فردية
| السنة | الأغنية              | بيلبورد 100 الجديد | بوب الولايات المتحدة | الألبوم                       |
| ----- | -------------------- | ------------------ | -------------------- | ----------------------------- |
| 2006  | "دفع به إلى أقصى حد" | 14                 | 17                   | جانب آخر                      |
| 2007  | "ديل ويذ إت"         | 112                | 87                   | جانب آخر                      |
| 2008  | "تشغيله مرة أخرى"    | 113                | 94                   | مربيات راديو ديزني، المجلد 10 |
| 2009  | "لحظات هذه المسألة"  | -                  | 98                   | سرعة الضوء                    |
| 2009  | "احتفال أنت"         | 110                | 87                   | سرعة الضوء                    |

## ظهر في الفردي
| السنة | الأغنية                                        | بيلبورد 100 الجديد | بوب الولايات المتحدة | الموسيقى التصويرية                         |
| ----- | ---------------------------------------------- | ------------------ | -------------------- | ------------------------------------------ |
| 2007  | "دفع به إلى أقصى حد"                           | 131                | 50                   | ألبوم فيلم قفزة في!                        |
| 2007  | "أنا لا أرقص" (مع لوكاس غرابيل)                | 70                 | 50                   | ألبوم فيلم هاي سكول ميوزيكال 2             |
| 2007  | "ما هو الوقت؟" (مع ممثلين هاي سكول ميوزيكال 2) | 84                 | 50                   | ألبوم فيلم هاي سكول ميوزيكال 2             |
| 2008  | "هل عودة للبنين" (مع زاك إيفرون)               | 101                | 50                   | ألبوم فيلم هاي سكول ميوزيكال 3: سينيور يير |
| 2008  | "تشغيله مرة أخرى"                              | 98                 | 50                   | يقارنون                                    |
| 2009  | "إذا كنا فيلم" (مع مايلي سايرس)                | 121                | 50                   | هانا مونتانا 3                             |

## تجميع البومات
| السنة | الأغنية                 | بيلبورد 100 الجديد | بوب الولايات المتحدة | الألبوم            |
| ----- | ----------------------- | ------------------ | -------------------- | ------------------ |
| 2007  | "عالمين"                | 122                | 50                   | ديزني مانيا 5      |
| 2007  | "سنصبح رئيساْ في اللعبة" |                    |                      | بيتي القبيحة       |
| 2007  | "هذا عيد الميلاد"       | 104                | 50                   | قناة ديزني عطلة    |
| 2009  | "تشغيله مرة أخرى"       | 124                | 50                   | قناة ديزني التشغيل |

## فيديو كليب
| السنة | العنوان              | الألبوم            | مخرج            |
| ----- | -------------------- | ------------------ | --------------- |
| 2006  | "دفع به إلى أقصى حد" | جانب آخر           | (جيرارد ونيفيل) |
| 2007  | "ديل ويذ إت"         | جانب آخر           | جاي شون         |
| 2008  | "احتفال أنت"         | سرعة الضوء         | (نيفيل روبي)    |
| 2009  | "تشغيله مرة أخرى"    | قناة ديزني التشغيل | (قناة ديزني)    |
| 2009  | "لحظات هذه المسألة"  | سرعة الضوء         | (هدسون اريك)    |

## الأغاني آراء
- 2007: لا يزال هناك بالنسبة لي (مع فانيسا هادجنز) من ألبوم جانب آخر